# Katrin Roeber
Katrin Roeber (* 12. März 1971 in Emden) ist eine deutsche Malerin. Sie lebt und arbeitet in Düsseldorf.

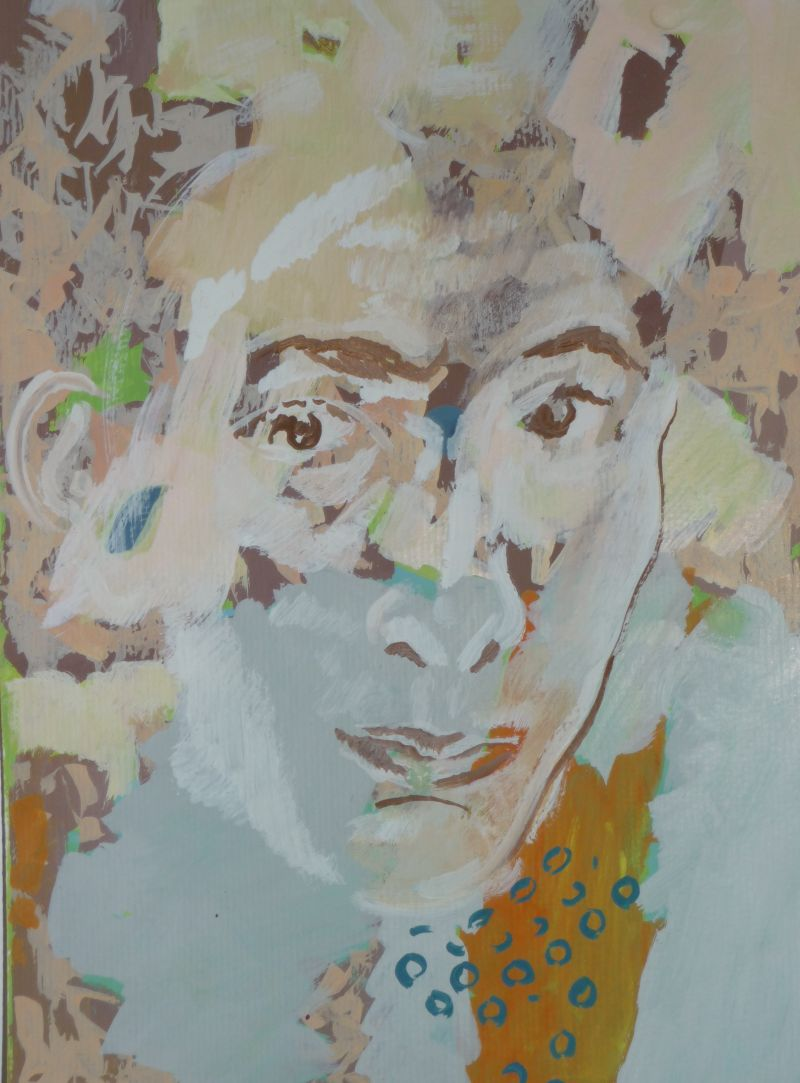
Katrin Roeber, Selbstporträt 2014.29 cm x 19 cm, Gouache

## Leben
Nach dem Abitur ging Katrin Roeber 1990 an die Hochschule für Bildende Künste Braunschweig und begann ihr Malereistudium in der Klasse von Hermann Albert. Ihre Mitstudenten und spätere Künstlerkollegen waren u. a. Armin Baumgarten und Peter Lindenberg. Mit ihnen stellte sie u. a. gemeinsam aus. Im Jahr 1995 wechselte sie an die Kunstakademie Düsseldorf. 1999 schloss sie die Akademie als Meisterschülerin von A. R.Penck ab. Im Jahr 2000 war sie Mitglied der Düsseldorfer Produzentengalerie plan.d.

## Einzelausstellungen
- 2000 Wang Chen Yun / Katrin Roeber – Malerei-, Kunsthalle Wilhelmshaven
- 2001 Colorado, Forum für Malerei, Berlin
- 2001 Daling, Stiftung Burg Kniphausen, Wilhelmshaven
- 2001 Migopa, Produzentengalerie plan.d., Düsseldorf
- 2002 Somnolence, Künstlerhaus Hooksiel
- 2002 Trendwände, Kunstraum Himmelgeisterstraße, Düsseldorf
- 2003 Réchercher, l’atelier d’artiste résidant, Paris
- 2005 ...andererseits..., Künstlerverein Malkasten, Düsseldorf
- 2005 Zusammensetzen, BDA Galerie, Braunschweig[1]
- 2005 in the studio, Galerie Beit Abat, Künstlerdorf Ein Hod, Israel
- 2006 Im Grünen – im Blauen, mit Alexia Krauthäuser, Duetart Gallery, Varese
- 2006 in the studio, Atelier am Eck, Düsseldorf
- 2006 drinnen und draußen, Galerie Katharina Seifert, Hannover
- 2006 Her Majesty’s Ship, Volksbank Galerie Oldenburg[2]
- 2007 Minigolf im Unterholz, mit B.Nachtwey, Galerie Lethert, Bad Münstereifel[3]
- 2007 von Ast zu Ast, mit G.Heumann, Galerie am Karmelitermarkt, Wien
- 2008 Zoo, mbf-kunstprojekte, Freiburg (K)[4]
- 2009 Überall, Ballhaus im Nordpark, Düsseldorf
- 2009 Zoo, Stiftung Burg Kniphausen, Wilhelmshaven[5][6]
- 2009 Schönbrunn, Dot and Line 4, Off-Raum Ackerstr. 15, Düsseldorf
- 2010 Farbantrieb, Bürgerhaus Angermund, Düsseldorf
- 2010 Schwerelose Zeiten, Unsere Galerie – Der Turm, Schwalmtal, Amern[7]
- 2011 Anderswo, Galerie Mai, Düsseldorf[8][9]
- 2016 Im Dschungel, Martin Leyer-Pritzkow, Düsseldorf

## Preise und Stipendien
- 1997 Stipendium der Max-Ernst-Stiftung, Brühl[10]
- 1999 Förderpreis für junge Kunst des Vereins der Kunstfreunde für Wilhelmshaven
- 2002 3-monatiger Stipendienaufenthalt im Künstlerhaus Hooksiel[11]
- 2002–2003 1-jähriger Stipendienaufenthalt des le Crédac (Centre d’Art Fernand Léger) in Paris[12]
- 2005 Juli/August Gastaufenthalt im Künstlerdorf Ein Hod/Israel im Rahmen des Künstleraustausches der Stadt Düsseldorf[13]
- 2009 Arbeitsaufenthalt in der Casa Zia Lina, Elba, als Gast der Stiftung Dr. Robert und Lina Thyll-Dürr (Schweiz)
- 2010 Arbeitsaufenthalt im Kunstquartier Hospiz, St. Christoph, Österreich